# Raión de Myadzel
Miádzel (en bielorruso: Мя́дзельскі раён) es un raión o distrito de Bielorrusia, en la provincia (óblast) de Minsk. 
Comprende una superficie de 1 968 km².
El centro administrativo es la ciudad de Miádzel.

## Demografía
Según estimación de 2010, contaba con una población total de 29 599 habitantes.

## Subdivisiones
Comprende la ciudad subdistrital de Miádzel (la capital), los asentamientos de tipo urbano de Kryvichý y Svir, el asentamiento de balneario de Nárach y siete consejos rurales:
- Budslau
- Zánarach
- Kniahinin
- Miádzel
- Nárach
- Svatki
- Slabadá